# Thor (Marvel Comics)
Thor egy kitalált szereplő, azgardi isten és szuperhős a Marvel Comics képregényeiben. A szereplőt Stan Lee, Larry Lieber és Jack Kirby alkotta meg. Első megjelenése a Journey into Mystery 83. számában, 1962 augusztusában volt. A kitalált szereplő a germán mitológia azonos nevű istenén alapul.
Thor apja, Odin, Azgard isteneinek királya megelégelte fia önhittségét és hogy megtanítsa fiát az alázatra, megfosztotta korábbi életének emlékeitől és egy fiatal amerikai orvostanhallgató, Donald Blake testébe zárta. Thor éveket töltött el Blake testében, isteni mivoltáról mit sem tudva, míg nem egy norvégiai utazása során egy barlangban felfedezte egykori fegyverét, hatalmas erejű pörölyét. A pöröly segítségével visszanyerte isteni erejét, de emlékeit még sokáig nem.

## A megjelenés története

### Megszületése a képregény ezüstkorában
A „hatalmas” Thor az amerikai képregény ezüstkorában, 1962-ben született meg. Ebben az időben a szuperhősök népszerűsége ismét növekedni kezdett az olvasók körében. Thor első szereplése a Journey into Mystery című sorozat 83. számában volt, melyben korábban horror és sci-fi történetek jelentek meg. A mennydörgés istenének kalandjai csak a kiadvány felét foglalták el, mellette továbbra is több önálló, szellemeket, szörnyeket és más fantasztikus lényeket felvonultató történet jelent meg. Thor, mint a Marvel több más ekkor megszülető szereplője, Stan Lee szerző, Larry Lieber szövegíró és Jack Kirby rajzoló teremtménye volt. Az akkori kiadásban nevét ugyan nem tüntették fel, de Joe Sinnott mint kihúzó is közreműködött Thor megalkotásában. Thor ötlete Lee fejéből pattant ki, néhány hónappal azután, hogy a Marvel bemutatta a „hihetetlen” Hulkot.
Hogyan tehetsz valakit erősebbé, mint a legerősebb ember? Aztán hirtelen beugrott: Nem is kell embernek lenni – legyen egy isten. Úgy véltem az olvasók már eléggé ismerték a görög és római mitológiát. Szóval mókás lett volna belemerülni a germán legendákba… Én mindig hosszú szakállú, szarvakkal díszített sisakot viselő és bunkósbotot hordó vikingekként képzeltem el az északi isteneket. …a Journey into Mysterynek szüksége volt valakire, aki felrázza a képregényt, én pedig Thort választottam… hogy ő legyen a lap főszereplője. Miután nagy vonalakban megírtam a történetet és felvázoltam a szereplőt amire gondoltam, megkértem az öcsémet, Larryt, hogy írja meg szkriptet, mert nekem nem volt rá időm… és persze természetes volt, hogy Jack Kirbyt kértem fel a történet rajzolójának.
Az új sorozat első mellékszereplője, Jane Foster, Blake asszisztense a 84. számban tűnt fel először. A történetben dr. Blake egy orvoscsapattal San Diabloba, egy kisebb dél-amerikai államba indult humanitárius küldetésre. A San Diabloban kommunista önkényurában nem volt nehéz felfedezni Fidel Castro kubai diktátort. Ezt követően későbbi kalandjai során Thor még számos alkalommal megütközött a kommunizmus képviselő gonosztevőkkel. Loki, Thor féltestvére és örök riválisa a következő számban lépett színre.
Thor történeteinek szerzője Stan Lee maradt, a szkripteket a 91. számig Leiber, majd utána a 96. számig Robert Bernstein írta. Kirby mellett Don Heck és Joe Sinnott is illusztrált néhány számot, valamint egy történet erejéig Al Hartley is csatlakozott az alkotói csapathoz. A Journey into Mystery 96. számával közel egy időben, 1963 szeptemberében jelent meg az Avengers első száma, melyben Stan Lee az elmúlt egy év során megalkotott új szuperhősöket a Bosszú Angyalai nevű csapatba gyűjtötte és melynek Thor is alapító tagja lett. A Journey into Mystery 97. számtól kezdődően Thor kalandjai mellett helyet kapott az Azgard történetei (Tales of Asgard) című sorozat is, melyben Azgard más isteneinek a kalandjai elevenedtek meg és ezzel együtt egyre jobban kiszorították a lapot eredetileg uraló misztikus és horror történeteket, majd végül teljesen átvették a helyüket. A 100. szám után a történet írója véglegesen Stan Lee, rajzolója pedig Jack Kirby lett. Vince Colletta 1964 júliusában, a Journey into Mystery 106. számával csatlakozott az alkotói csapathoz. Először mint az Azgard történetei kihúzója, majd tíz számmal később már a fő történet rajzain is ő végezte az utolsó simításokat. Colletta kisebb-nagyobb megszakításokkal hat éven át közreműködött a sorozatban.
Az Egyesült Államokat érintő nagyobb események továbbra sem hagyták hidegen a Thor alkotóit. A sorozat 1965 júniusában megjelent 117. számában Thor Dél-Vietnamban segítette a szabadságukért harcoló földműveseket a kegyetlen vietkongok ellen. Bár Thor megesküdött rá, hogy visszatér a meggyötört országba, esküje csupán gesztus maradt.
1966 márciusában, a 126. számmal a sorozat címe The Mighty Thor (A hatalmas Thor) lett, de alkotói továbbra is Lee és Kirby maradt. A sorozat új címen, de a régi sorszámozással folytatódott. A sorozat 146. és 152. számai között (1967. november – 1968. május) az Azgard történetei visszapillantó kalandokat a nem-emberek történetei vették át, majd végül 153. számtól a füzet teljes terjedelmét egyetlen Thor-történet töltötte ki.